# Melo
Melo er en by i den østlige del af Uruguay, med et indbyggertal (pr. 2004) på cirka 50.000. Byen er hovedstad i departementet Cerro Largo, og blev grundlagt i 1795.
32°22′S 54°11′V / 32.367°S 54.183°V